# Rosa diamantiaca
Rosa diamantiaca är en rosväxtart som beskrevs av Takenoshin Nakai. Rosa diamantiaca ingår i släktet rosor, och familjen rosväxter. Inga underarter finns listade i Catalogue of Life.